# Ancora lutzi
Ancora lutzi is een soort in de taxonomische indeling van de Myzozoa, een stam van microscopische parasitaire dieren. Het organisme komt uit het geslacht Ancora en behoort tot de familie Lecudinidae. Ancora lutzi werd in 1918 ontdekt door Hasselman.